# Peter Lonard
Peter Lawrence Lonard (Epping, Sydney, 17 juli 1967) is een golfprofessional uit Australië. 

## Amateur
Peter had geen noemenswaardige amateurscarrière. Hij won alleen het jeugdkampioenschap van zijn club.

## Professional
Lonard werd in 1989 professional. Hij begon op de Australaziatische Tour, waar hij in de top-60 eindigde en zijn spelerskaart behield. In 1991 en 1992 op de Europese Tour, in dezelfde periode als Chris van der Velde. Beiden hedden gebrek aan succes.
In 1992 kreeg hij de Ross River virus, opgelopen door een muskietenbeet. Hij werd vermoeid en kwam tientallen kilo's aan voordat de diagnose gesteld was. Hij kon achttien maanden niet spelen. Ook zijn ogen werden hierdoor geschadigd. Hij ging daarna drie jaar werken als clubprofessional op de Oatlands Golf Club. Nadat hij voldoende hersteld was begon hij weer toernooien te spelen en was de eerste clubpro die de Order of Merit in Australië won (1996/97). In 1997 speelde hij weer in Europa. Hij bereikte de top-50 in 2002. 
Lonard besloot eind 2001 de Amerikaanse Tourschool te proberen, hij was inmiddels 34 jaar. Hij eindigde na zes rondes met een score van -22 op de vijfde plaats en speelt sinds 2002 op de Amerikaanse PGA Tour. Hij begon goed en verdiende dat eerste seizoen ruim een miljoen dollar. Hij kocht een huis in Orlando waar hij nog steeds gebruik van maakt als hij naar zijn coach gaat, David Leadbetter.
In 2003 speelde hij 26 toernooien van de PGA Tour en verdiende daar bijna US$ 2.000.000, bovendien won hij weer de Order of Merit van de Australaziatische Tour en werd het zijn beste jaar in Europa.
 In 2004 ging het jaar verloren aan gekneusde ribben.

In 2005 won hij de MCI Heritage op de PGA Tour en kwam in de top-50 van de wereldranglijst (OWGR). In 2009 ging het minder goed en verloor hij zijn tourkaart. Begin 2012 staat hij buiten de top-500 van de OWGR.
Lonard speelde in het Internationale Team in de Presidents Cup in 2003 and 2005.

### Gewonnen
PGA Tour
- 2005: MCI Heritage

Australaziische Tour
- 1997: Ericsson Australian Masters
- 2000: Ford Open Championship (269, -19)
- 2001: ANZ Tour Championship
- 2002: Australian PGA Championship (tied met Jarrod Moseley), MasterCard Masters (na play-off tegen Adam Scott en Gavin Coles)
- 2003: Australian Open
- 2004: Australian Open, Australian PGA Championship
- 2007: Cadbury Schweppes Australian PGA Championship

Anders
- 2002: Hyundai Team Matches (met Rich Beem)
- 2004: New South Wales Open (Australië)

### Teams
- Presidents Cup: 2002, 2005